# Poznaňské povstání
Poznaňské povstání, známé též jako Poznaňský červen (polsky Poznański Czerwiec), byl první masový protest polských obyvatel proti komunistické vládě v Polské lidové republice. Uskutečnilo se v Poznani 28. června 1956. Poznaňské povstání bylo krvavě potlačeno, bylo však předehrou k destalinizaci Polska a nástupu reformističtější Gomułkovy vlády v říjnu téhož roku.

## Historie

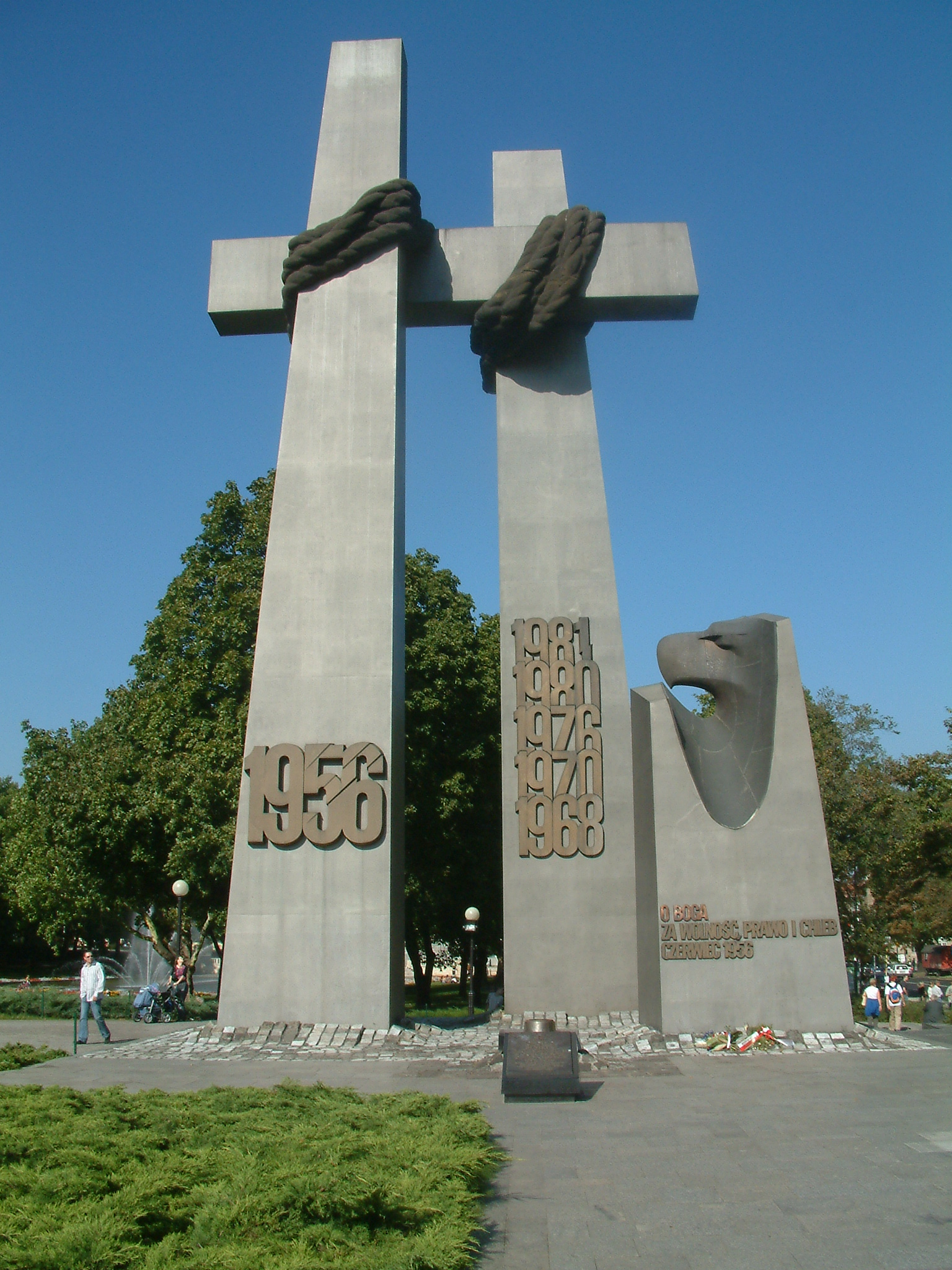
Pomník poznaňského povstání byl odhalen k jeho 25. výročí (1981), tedy ještě během totalitního režimu.

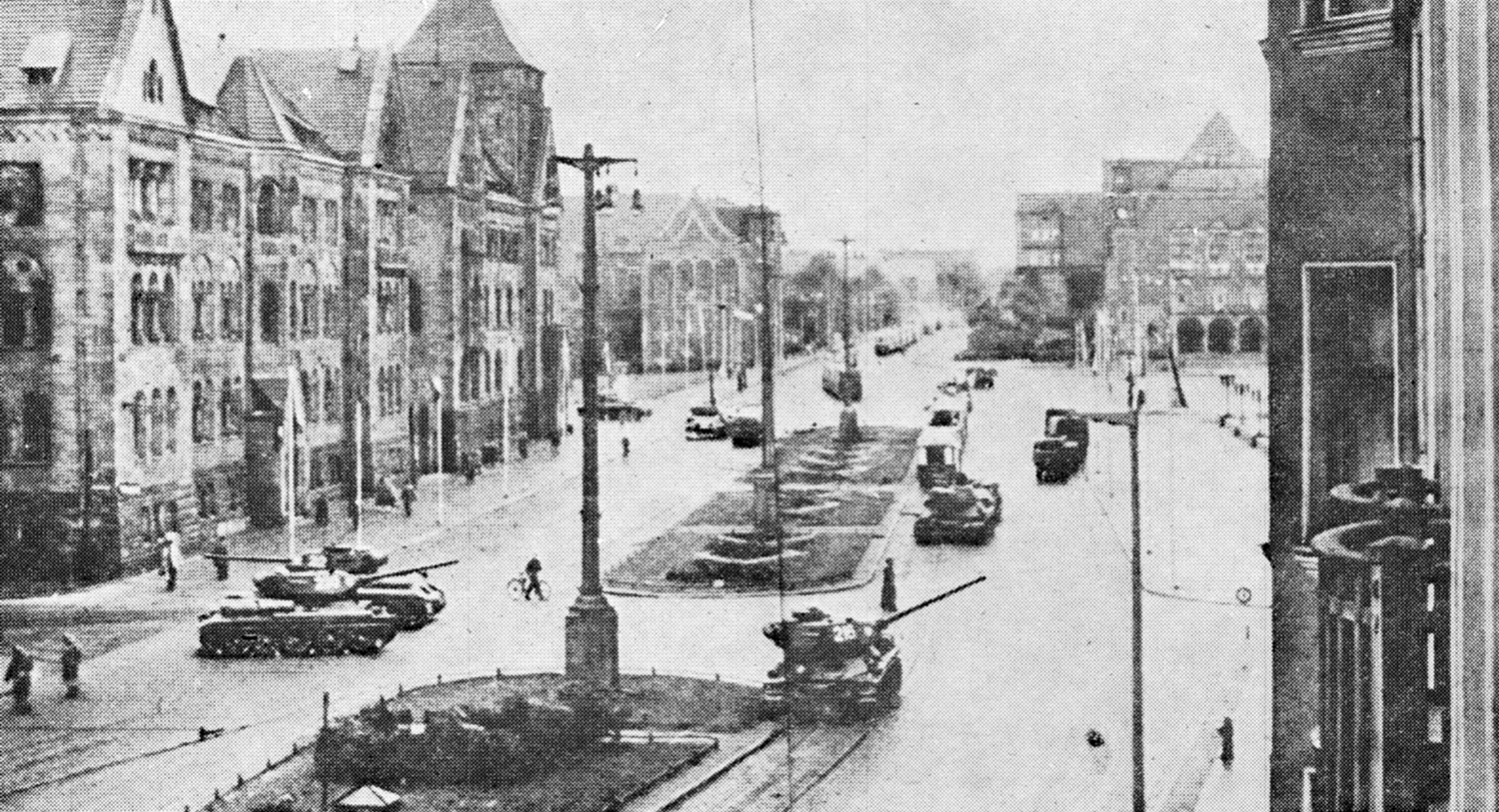
Tanky v ulicích Poznani.

Demonstrace dělníků požadujících lepší podmínky vypukly ráno 28. června 1956 v poznaňských Cegielského strojírnách (v té době Stalinovy závody). V dopoledních hodinách se před sídlem městského národního výboru shromáždilo asi 100 000 demonstrantů, kteří se domáhali úpravy pracovních norem, snížení cen a zvýšení platů. Poté se jich větší část vydala směrem k věznici, kterou obsadila, osvobodila 257 vězňů a začala ničit její zařízení a pálit dokumenty. Komunistické úřady povolaly na pomoc bezpečnostní složky a armádu. Proti vzbouřencům nastoupilo 10 000 vojáků Polské lidové armády a příslušníků státní bezpečnosti s asi 360 tanky a 30 obrněnými transportéry. Celou akci řídil osobně sovětsko-polský generál Stanisław Popławski. Vzbouřenci měli naproti tomu pouze 188 lehkých palných zbraní, z toho jeden lehký kulomet. Polské bezpečnostní síly povstání během noci a příštího dne krvavě zlikvidovaly.
Uvádí se, že během této akce přišlo o život 57 až 78 civilních osob a 8 příslušníků bezpečnostních sil. Zraněno bylo na 600 osob na obou stranách barikády.